# Beechwood, Michigan
Beechwood är en så kallad census-designated place i Ottawa County i Michigan. Vid 2010 års folkräkning hade Beechwood 3 015 invånare.